# WordReference.com
WordReference.com – serwis internetowy oferujący dostęp do bezpłatnych słowników elektronicznych oraz forum dyskusyjne o tematyce językowej.
Serwis został założony w 1999 roku. W ciągu miesiąca witryna „WordReference.com” odnotowuje ponad 60 mln wizyt (stan na 2020 rok). W rankingu Alexa była notowana globalnie na miejscu: 509 (październik 2020), w Stanach Zjednoczonych: 368 (październik 2020).